# 上帝保佑我们的所罗门群岛
《上帝保佑我們的所罗门群岛》（英語：God Save Our Solomon Islands）是所罗门群岛的国歌，共有八句，於1978年採用，由Panapasa Balekana作曲，Panapasa Balekana和其妻子Matila Balekana作詞。

## 歌詞

### 英文原文
God bless our Solomon Islands from shore to shore
Blessed all our people and all our lands
With your protecting hands
Joy, Peace, Progress and Prosperity
That men shall brothers be, make nations see
our Solomon Islands, our Solomon Islands
Our nation Solomon Islands
Stands forever more.

### 中文翻譯
天佑我們所罗门群岛的每一個海岸
保佑我們全部人民和土地
用祢那保護的手
喜樂、和平、進步和繁榮
讓各民族看到，我們的人民是兄弟
我們的所罗门群岛，我們的所罗门群岛
我們的國家所罗门群岛
永遠長存。